# Alex Skuby
Alex Skuby es un actor estadounidense quien ha aparecido en cine y televisión. Es conocido por interpretar a Doug Pruzan Esq. en The King of Queens.

## Filmografía
| Año        | Cine                           | Papel                   | Notas                                    |
| ---------- | ------------------------------ | ----------------------- | ---------------------------------------- |
| 1996       | Early Edition                  | Gino                    | Episodio: The Choice                     |
| 1998       | ER                             | Medivac/Renato          | 2 Episodios                              |
| 1998       | To Have & to Hold              | Jimmy                   | Episodio: Pilot                          |
| 1998       | A Will of Their Own            | Pete                    |                                          |
| 1998       | Buddy Faro                     | Reportero               | Episodio: Death by Airbrush              |
| 1999       | Payback                        |                         |                                          |
| 1999       | Buffy the Vampire Slayer       | Vincent                 | Episodio: Bad Girls                      |
| 1999       | Chicago Hope                   | Mark Porter             | Episodio: Teacher's Pet                  |
| 1999       | Everything's Relative          |                         | Episodio: City of Flies                  |
| 1999       | Angel                          | Harlan                  | Episodio: Sense and Sensitivity          |
| 2000       | Ready to Rumble                |                         |                                          |
| 2000–2003  | The King of Queens             | Doug Pruzan Esq.        | 12 Episodios                             |
| 2002       | The Division                   | Russ Dempsey            | Episodio: Keep Hope Alive                |
| 2003       | Becker                         | Policía                 | Episodio: Mr. and Ms. Conception         |
| 2004       | Without a Trace                | Brian                   | Episodio: Nickel and Dimed: Part 2       |
| 2004       | House M.D.                     | John Funsten            | Episodio: Paternity                      |
| 2004       | 24                             | Sargento Dennis McGrath | Episodio: Day 4: 10:00 a. m.-11:00 a. m. |
| 2004       | Less Than Perfect              | Fran                    | Episodio: Casey V. Kronsky               |
| 2006       | Finding Preet                  | Jake                    |                                          |
| 2006, 2009 | CSI: Crime Scene Investigation | Paul Briggs             | 2 Episodios                              |
| 2007       | Pandemic                       | Capitán Nick Slater     |                                          |
| 2007       | DTA Productions                | Dick Sanderson          |                                          |
| 2008       | CSI: Miami                     | Ricky Moore             | Episodio: Tipping Point                  |
| 2009       | Castle                         | Charlie DePetro         | Episodio: One Man's Treasure             |
| 2017       | Santa Clarita Diet             | Lonnie                  | Episodio: The Book!                      |
| 2021       | Fear the Walking Dead          | Eli                     | Episodio: Til Death                      |